# Sludge metal
Lo sludge metal o sludge doom metal (letteralmente "metal del fango"), detto anche solo sludge, è una forma di musica heavy metal generalmente considerata come una fusione fra il doom metal, lo stoner metal, il southern rock e l'hardcore punk. I Melvins sono indicati tra i principali pionieri del genere, assieme all'album My War dei Black Flag. Lo sludge si è diffuso principalmente nella parte meridionale degli Stati Uniti, in zone come New Orleans.
Il termine "sludge" viene comunemente usato per indicare le sostanze di scarto derivate dal trattamento dei liquidi fognari, o comunque di liquidi di lavorazione. Si può facilmente intuire come le atmosfere di questo genere siano malsane e disturbanti, di certo poco accessibili e difficilmente commerciabili.
I ritmi lenti ed estremamente pesanti del doom metal sono uniti alla rabbia ed alla voce urlata dell'hardcore punk ed alle sonorità stoner metal, con cui condivide le atmosfere sporche e oppressive, ma dal quale si distacca per le visioni distorte e malate delle tematiche, laddove lo stoner è invece più positivo o meno estremo. Un'altra pesante influenza della maggior parte delle band sludge sono i Black Sabbath, di cui vengono spesso mutuati i riff cadenzati e le atmosfere apocalittiche.
Il genere è fortemente influenzato dal southern rock, soprattutto nelle band provenienti dalla Louisiana come i Thou (ma anche nei Corrosion of Conformity della Carolina del Nord) ed in molte band del Texas.

## Caratteristiche
Le chitarre e i bassi sono pesantemente distorti, in fiumi di riff oppressivi e di feedback. La batteria è fortemente ispirata all'hardcore punk, con ritmiche tipiche del genere che vanno a miscelarsi a rallentamenti caratteristici del doom.
La voce è gridata come nell'hardcore punk; i testi hanno temi sociologici o politici, con toni aggressivi e di rifiuto verso l'oppressione, critiche verso la società, con discrete dosi di cinismo.

## Varianti

### Southern sludge metal
È il tipo di sludge metal considerato più tradizionale, più vicino a sonorità southern appunto, ed è la forma più pura del genere.
La città di New Orleans ha visto la nascita di molte delle band più conosciute, come Crowbar, Down e Acid Bath.

### Sludgecore
Caratterizzato da distorsioni ai limiti del noise, con tempi più lenti e testi ancor più estremi, questo genere è quello che riscontra più sonorità hardcore punk e che trattano di temi come misoginia, droga e malattie mentali. Gli Eyehategod sono da considerare tra le principali band del sottogenere. Altri gruppi da annoverare sono i Godflesh e i Grief. A partire dagli anni '10 del 2000 si è sviluppata una nuova ondata di gruppi sludgecore, fortemente influenzata anche dal metalcore e dal doom metal, come i Conan, i The Acacia Strain, i Church (allitterato come Chrch), gli Hell, i Primitive Man, i Full Of Hell, gli Inter Arma, e altri influenzati dal nu metal vecchia scuola di Korn e Mudvayne e dal post-metal dei Neurosis, o ancora dall'hardcore punk e dal deathcore oltre che dalla psichedelia, dalla new wave e dal death metal. Fra questi, si possono citare i The Last Ten Seconds of Life e britannici Bound in Fear.

### Atmospheric sludge metal
Esso usa elementi atmosferici, incorporando sonorità post-metal, ambient e post-rock. 
Rappresenta la corrente più vicina al doom metal; i testi sono meno aggressivi e più orientati alla filosofia ed alla spiritualità.
I Neurosis sono i principali precursori di questo stile. È spesso associato alla corrente del post-metal, con gruppi come gli Isis a fare da ponte.

### Psychedelic sludge metal
Nato dalla fusione con elementi della musica psichedelica all'interno del pesante sound sludge, esso è rappresentato maggiormente dalla band italiana Ufomammut.

### Drone sludge metal
Dominato dai ritmi estremamente lenti caratteristici del drone metal, è una delle facce più pesanti e underground del metal estremo, vantando anche l'utilizzo di un'ampia gamma di effetti per strumenti e voce, prendendo anche spunto da sonorità noise. I Sunn O))) sono molto vicini a questo genere, ma i Boris restano i membri più rappresentativi, proponendo una varietà di suoni unica.

### Stoner sludge metal
Unendo le grezze e pesanti sonorità dello Sludge alle atmosfere psichedeliche e sature di fuzz dello stoner si ottiene il genere, di cui fanno parte band come Bongzilla, Weedeater e High on Fire.

### Himalayan sludge
Unici esponenti i Lord Brain Shiva, unisce le ritmiche, i suoni saturi, psichedelici e ricchi di feedback dello sludge ai loop onirico-spirituali dei mantra indiani, birmani e tibetani.